# Кызыл-Капчыгай
Кызыл-Капчыгай (кирг. Кызыл-Капчыгай) — село в Аксыйском районе Джалал-Абадской области Кыргызстана. Входит в состав Джерге-Талского айылного аймака.

## География
Село расположено в южной части области, на правом берегу реки Нарын, на расстоянии приблизительно 9 километров (по прямой) к северо-востоку от города Кербен, административного центра района. Абсолютная высота — 1465 метров над уровнем моря.

## Население
Согласно оценочным данным Национального статистического комитета Кыргызской Республики, численность населения села на начало 2023 года составляла 1281 человек.
| год     | 2009 | 2014 | 2015 | 2020 | 2021 | 2023 |
| ------- | ---- | ---- | ---- | ---- | ---- | ---- |
| человек | 1194 | 1483 | 1464 | 1561 | 1522 | 1281 |